# 8192
8192(팔천백구십이)는 8191보다 크고 8193보다 작은 자연수다.

## 수학
- 합성수로, 그 약수는 총 14개다. (1, 2, 4, 8, 16, 32, 64, 128, 256, 512, 1024, 2048, 4096, 8192)
  - 8192의 진약수의 합은 8191이므로, 8192는 부족수다.
- 2번째 13제곱수다. 다음 13제곱수는 1,594,323이다.
- 정8192각형은 작도할 수 있다.

## 과학·기술
- IPv4의 최대 할당 주소 개수.

## 기타
- 연도: 8192년, 기원전 8192년